# Mr. Queen
Mr. Queen este un film serial sud-coreean din anul 2021 produs de postul tvN.

## Distribuție
- Shin Hye-sun - Kim So-yong, regina Cheorin
- Kim Jung-hyun - Yi Won-beom, regele Cheoljong